# Családom és egyéb állatfajták (regény)
A Családom és egyéb állatfajták (My Family and Other Animals) Gerald Durrell 1956-ban megjelent önéletrajzi regénye. Ez a mű a Korfu-trilógia első része, a történet további kötetei a Madarak, vadak, rokonok (1969) és az Istenek kertje (1978).

## Történet
A Durrell család 1935 és 1939 között Korfu szigetén élt, a regény az ott történt legérdekesebb és legtréfásabb eseményeket meséli el. A szerzőnek itt kezdődött el nagy szerelme a természet világa iránt. Iskolába nem járt, magántanárok oktatták, közülük főleg a természettudós Theodore Stephanides doktor hatott rá. Az alkotás egyszerre önéletrajz és az ifjúkori állatgyűjtő utak krónikája. A tízéves fiú felfedező útjai a házukhoz közeli kertben vagy a környező dombokon, a tengerparton zajlottak. Leírja az ottani gazdag állatvilágot és a sziget dolgos, érdekes, barátságos lakóit.

## Szereplők
- Gerald Durrell (Gerry), 10 éves, az állatok és növények kitartó és lelkes megfigyelője, gyűjtője
- Louisa Florence Durrell, a családról gondoskodó, szívesen kertészkedő, konyhaművész anyuka
- Lawrence Durrell (Larry), 23 éves, kiterjedt baráti körrel rendelkező, bölcselkedő író, a művészetek rajongója
- Margaret Durrell (Margo), a szerelemre fogékony 16 éves hölgy
- Leslie Durrell (Leslie), a fegyver- és vadászatmániás 18 éves fiatalember
- Roger, a család kutyája, Gerry kitartó kísérője, kalandjainak részese
- Theodore Stephanides doktor (1896–1983), olyan tudós, aki az orvostudományon kívül jártas más tudományokban is, a család minden tagja barátjának tekinti
- Spiro Hakiapoulosz, görög taxisofőr, a Durrell családot mindenben segítő jó barát

## Feldolgozások
- Családom és egyéb állatfajták (tíz részből álló BBC televíziós sorozat, 1987)[1]
- Családom és egyéb állatfajták (angol filmvígjáték, 2005)[2]

## Magyar nyelvű kiadások (válogatás)
- Európa Könyvkiadó, Budapest, 1966, fordította: Sárközi Györgyné, illusztrálta: Szántó Piroska
- Kriterion Könyvkiadó, Bukarest, 1978, fordította: Sárközi Györgyné
- Európa Könyvkiadó, Budapest, 1983, fordította: Sárközi Györgyné, Kiss Zsuzsa, illusztrálta: Réber László, ISBN 9630725657
- Hangoskönyv Kft., 2006, fordította: Sárközi Györgyné, előadta: Szacsvay László, ISBN 9789638672353
- Európa Könyvkiadó, Budapest, 2016,[3] fordította: Sárközi Györgyné
- Európa Könyvkiadó, Budapest, 2020, fordította: N. Kiss Zsuzsa, Sárközi Györgyné

## Érdekesség
A regény 3. fejezetének részlete (A rózsabogaras ember) szerepel Alföldy Jenő–Valaczka András: Irodalom 7. – Olvasókönyv a hetedik évfolyam számára tankönyvben (120–126. oldal).